# جزيرة نانغكا الكبرى
جزيرة نانغكا الكبرى وهي جزيرة من جزر إندونيسيا، وتتبع إقليم كليمنتان الجنوبية في إندونيسيا.